# Paul Robinson (Leichtathlet)
Paul Robinson (* 24. Mai 1991) ist ein irischer Leichtathlet, der in den Mittelstreckenläufen an den Start geht.

## Sportliche Laufbahn
Paul Robinson tritt seit 2009 in internationalen Wettkämpfen auf den Mittelstreckendistanzen an. Im Juli nahm er über 1500 Meter an den U20-Europameisterschaften in Novi Sad an, verpasste allerdings den Einzug in das Finale, nachdem er im Vorlauf deutlich hinter seinen Vorleistungen aus der Saison zurückblieb. 2010 trat er auch bei den U20-Weltmeisterschaften im kanadischen Moncton über 1500 Meter an und erreichte im Finale in 3:44,56 min als Neunter das Ziel. Im selben Jahr gewann er die Silbermedaille bei den Irischen U20-Meisterschaften über 800 Meter. 2011 wurde Robinson erstmals Irischer Meister über 1500 Meter. Über diese Distanz trat er auch bei den U23-Europameisterschaften in Ostrava an, verpasste als Fünfter seines Vorlaufes allerdings den Einzug in das Finale. 2012 gelang es ihm sich für die Europameisterschaften in Helsinki zu qualifizieren, bei denen er nach dem Vorlauf ausschied. Anfang Juli steigerte er seine Bestzeit über 1500 Meter auf 3:37,91 min.
2013 trat Robinson in Tampere zum zweiten Mal nach 2011 bei U23-Europameisterschaften an. Über 1500 Meter qualifizierte er sich dabei für das Finale, in dem er mit dem vierten Platz die Medaillenränge knapp verpasste. Mitte Juli lief er in Dublin eine Zeit von 1:45,86 min über 800 Meter, die seitdem als seine persönliche Bestzeit zu Buche steht. Ende des Monats siegte er bei den Irischen Meisterschaften und qualifizierte sich mit seiner Bestzeit zudem für die Weltmeisterschaften in Moskau, bei denen er als Sechster seines Vorlaufes vorzeitig ausschied. Nach den Weltmeisterschaften stellte er in 3:35,22 min auch über 1500 Meter seine persönliche Bestleistung auf. 2014 trat er in Zürich erneut über 1500 Meter bei den Europameisterschaften an. Diesmal gelang es ihm in das Finale einzuziehen, in dem er als Vierter das Ziel erreichte. In den folgenden Jahren konnte er nur wenige Wettkämpfe bestreiten, nachdem ihn Hüft- und Achillessehnenprobleme, sowie Arthrose in den Zehen jahrelang zurückwarfen. 2017 gewann er die Silbermedaille über 1500 Meter bei den Irischen Hallenmeisterschaften. 2020 wurde er zum zweiten Mal Irischer Meister über 1500 Meter. Ein Jahr darauf gelang es ihm bei den Halleneuropameisterschaften im polnischen Toruń in das Finale einzuziehen, das er auf dem zehnten Platz beendete.
Robinson stammt aus Kildare und wird vom Australier Nic Bideau trainiert. In seiner Jugend trainierte ihn sein Vater Gerry.

## Wichtige Wettbewerbe
| Jahr               | Veranstaltung               | Ort                | Platz              | Disziplin          | Zeit               |
| Startet für Irland | Startet für Irland          | Startet für Irland | Startet für Irland | Startet für Irland | Startet für Irland |
| ------------------ | --------------------------- | ------------------ | ------------------ | ------------------ | ------------------ |
| 2010               | U20-Weltmeisterschaften     | Moncton            | 9.                 | 1500 m             | 3:44,56 min        |
| 2011               | U23-Europameisterschaften   | Ostrava            | 15.                | 1500 m             | 3:46,52 min        |
| 2012               | Europameisterschaften       | Helsinki           | 20.                | 1500 m             | 3:47,26 min        |
| 2013               | U23-Europameisterschaften   | Tampere            | 4.                 | 1500 m             | 3:45,12 min        |
| 2013               | Weltmeisterschaften         | Moskau             | 35.                | 800 m              | 1:48,61 min        |
| 2014               | Europameisterschaften       | Zürich             | 4.                 | 1500 m             | 3:46,35 min        |
| 2021               | Halleneuropameisterschaften | Toruń              | 10.                | 1500 m             | 3:40,74 min        |

## Persönliche Bestleistungen
Freiluft
- 800 m: 1:45,68 min, 17. Juli 2013, Dublin
- 1000 m: 2:17,93 min, 17. Juni 2014, Ostrava
- 1500 m: 3:35,22 min, 8. September 2013, Rieti
- 3000 m: 7:58,56 min, 18. Januar 2014, Adelaide

Halle
- 1000 m: 2:27,38 min, 17. Januar 2010, Nenagh
- 1500 m: 3:39,36 min, 14. Februar 2021, Val-de-Reuil
- 3000 m: 8:09,79 min, 17. Februar 2019, Abbottstown